# Szabó György (szemészorvos)
Szabó György Árpád (Makó, 1905. június 3. – Makó, 1982. augusztus 18.) magyar szemészorvos, a szegedi egyetem magántanára, az orvostudományok kandidátusa (1963).

## Életpályája
Szülei Szabó Zsigmond és Sípos Eszter voltak. 1923-ban érettségizett a makói Csanád Vezér Gimnáziumban. 1929-ben diplomázott a Ferenc József Tudományegyetemen. Először a budapesti Pázmány Péter Tudományegyetem Szemészeti Klinikáján Grósz Emil tanítványaként gyakornok volt. 1932-ben szakvizsgázott, majd fél évig Berlinben élt. Purgly Emil 1933. július 28-án tiszteletbeli kórházi főorvossá nevezte ki, így 1933–1975 között a makói kórházban dolgozott. A II. világháború alatt rövid ideig katona volt. A háborút követően Makóra jött vissza, ahol a szemészeti osztályt újjászervezte. 1946-ban védte meg magántanári disszertációját. 1975-ben nyugdíjba vonult.

## Magánélete
Felesége Tóth Julianna volt. Két gyermekük született, Márta és György.

## Művei
- Klinik und Pathologie der Uvealtuberkulose (Leipzig-Budapest, 1943)
- A gümőkóros eredetű uveitisekről, különös tekintettel etiológiájuk kimutatására (kandidátusi disszertáció, Bp., 1962)

## Díjai, kitüntetései
- Kiváló Orvos (1963)
- A Munka Érdemrend arany fokozata (1975)